# 八卦城街道
八卦城街道，是中华人民共和国辽宁省本溪市桓仁满族自治县下辖的一个乡镇级行政单位。

## 行政区划
八卦城街道下辖以下地区：
顺城社区、向阳社区、福民社区、朝阳社区、沿河社区、水电社区、永红社区、新市社区、前进社区、联沼社区、中心社区、东山社区、黎明社区和参茸社区。